# Andrzej Rydzowski
Andrzej Marcin Rydzowski (ur. 7 listopada 1829 w Ciężkowicach, zm. 20 stycznia 1881 w Wiedniu) – prawnik, profesor Uniwersytetu Jagiellońskiego, poseł do Sejmu Krajowego Galicji I (1865–1866), III i IV kadencji (1870–1881), oraz Rady Państwa.
Pochodził z niezamożnej rodziny, był synem Antoniego i Marii, która po  śmierci męża wyszła za mąż za kupca z Gorlic Antoniego Radlera. Andrzej Rydzowski uczył się w gimnazjum w Nowym Sączu a potem w Tarnowie. W 1848 rozpoczął studia na Wydziale Prawa UJ, które przerwał w 1851 zatrudniając się jako nauczyciel w majątku Żeleńskich w Grodkowicach. W 1854 powrócił na studia w 1856 uzyskał absolutorium, a 27 listopada 1858 stopień doktora praw. W 1860 złożył egzamin adwokacki i rok później zamieszkał w Złoczowie, gdzie założył kancelarię adwokacką. W 1864 powrócił do Krakowa na stanowisko zastępcy profesora z zakresu filozofii prawa i prawa narodów; na stanowisku tym pozostał do 21 lipca 1871 rezygnując z powodu licznych innych obowiązków. W tym czasie oprócz wykładów prowadził w Krakowie kancelarię adwokacką zyskując popularność jako obrońca w sprawach karnych oraz przygotowywał do druku prace swojego teścia Jana Rzesińskiego. 30 listopada 1865 został wybrany  na miejsce Karola Rogawskiego, który złożył mandat w IV kurii obwodu Sącz, z okręgu wyborczego nr 22 Gorlice-Biecz posłem na Sejm Krajowy Galicji. 1 sierpnia 1866 został radnym pierwszej autonomicznej Rady Miasta Krakowa. Brał udział w pracach nad odbudową i restauracją krakowskich Sukiennic. W 1870 został wybrany do Rady Państwa w Wiedniu, a w latach 1874 i 1879 był dwukrotnie delegatem Krakowa do parlamentu austriackiego. Jako poseł ratował Fundusz śp. Pelagii Russanowskiej, która przekazała majątek na potrzeby polskich inwalidów wojennych, a fundusz ten usiłował przejąć rząd austriacki dla swoich obywateli. Dzięki zabiegom Piotra Moszyńskiego i Andrzeja Rydzowskiego udało się uniknąć tego wrogiego przejęcia i wygrać sprawę sądową. Jako krakowski poseł zabiegał o subwencję na utrzymanie i budowę nowego budynku dla Szkoły Sztuk Pięknych w Krakowie. Pracował nad ustawą przeciwdziałającą lichwie i pijaństwu, pracował w komisji kolejowej domagając się budowy odcinka kolei Grybów-Zagórze, walczył o pozostawienie ksiąg hipotecznych w sądzie w Krakowie. Był członkiem zarządu krakowskiej Kasy Oszczędności, od 1869 należał do komisji językowej w krakowskim Towarzystwie Naukowym. Pogarszający się stan zdrowia spowodował, że wziął dłuższy urlop w sejmie galicyjskim. Zmarł nagle w pokoju hotelowym w Wiedniu. Został pochowany na cmentarzu Rakowickim (pas 2) w Krakowie. Odziedziczoną po żonie Helenie Rzesińskiej (zm. 1878) kamienicę przy ulicy Poselskiej 14 zapisał Krakowowi z przeznaczeniem na mieszkanie dla prezydenta Krakowa, została ona jednak włączona w obręb budynków Magistratu miasta i dziś mieszczą się w niej biura.

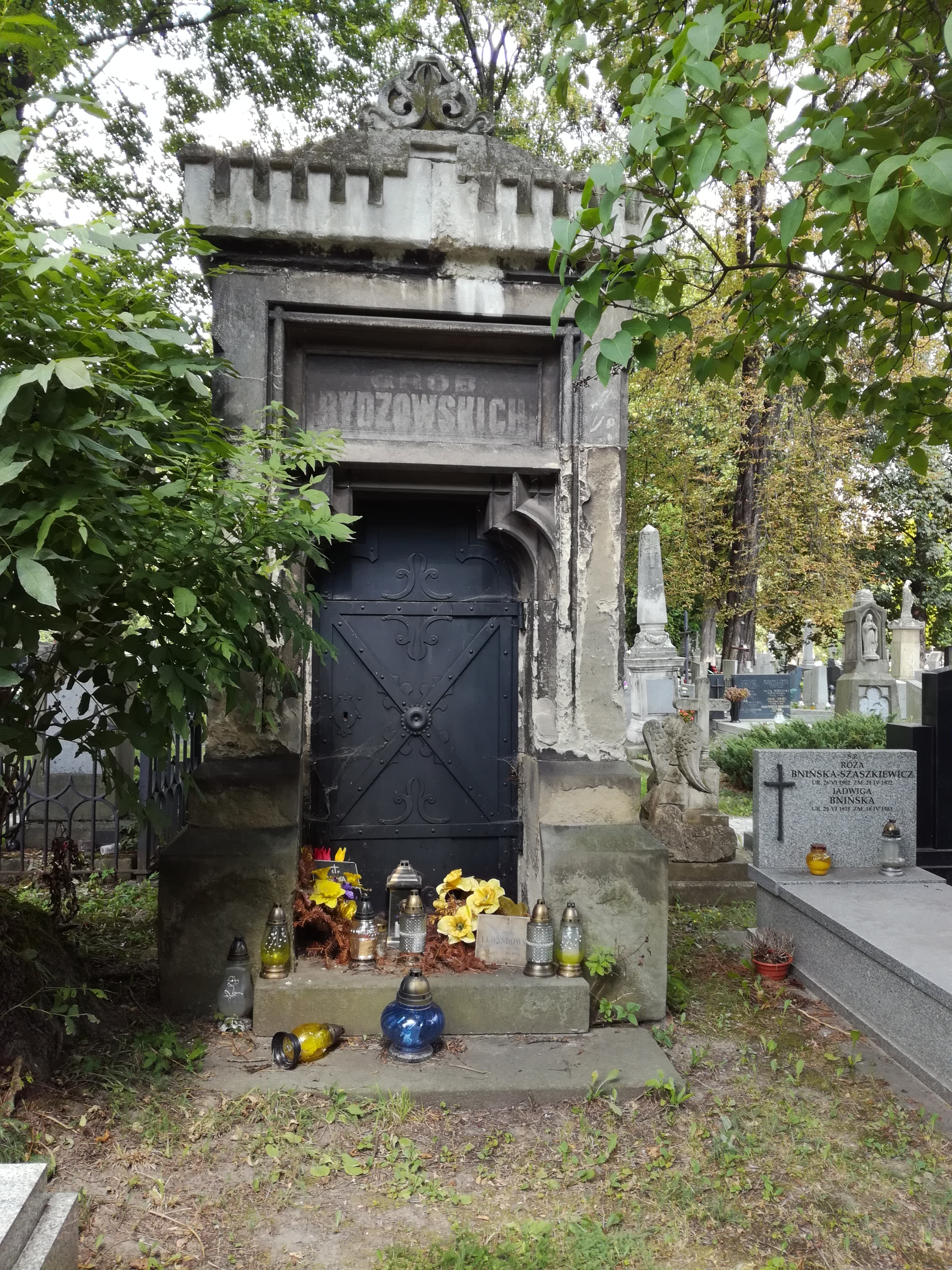
Grób prof. Andrzeja Rydzowskiego na cmentarzu Rakowickim